# 埃沙赫魏爾湖

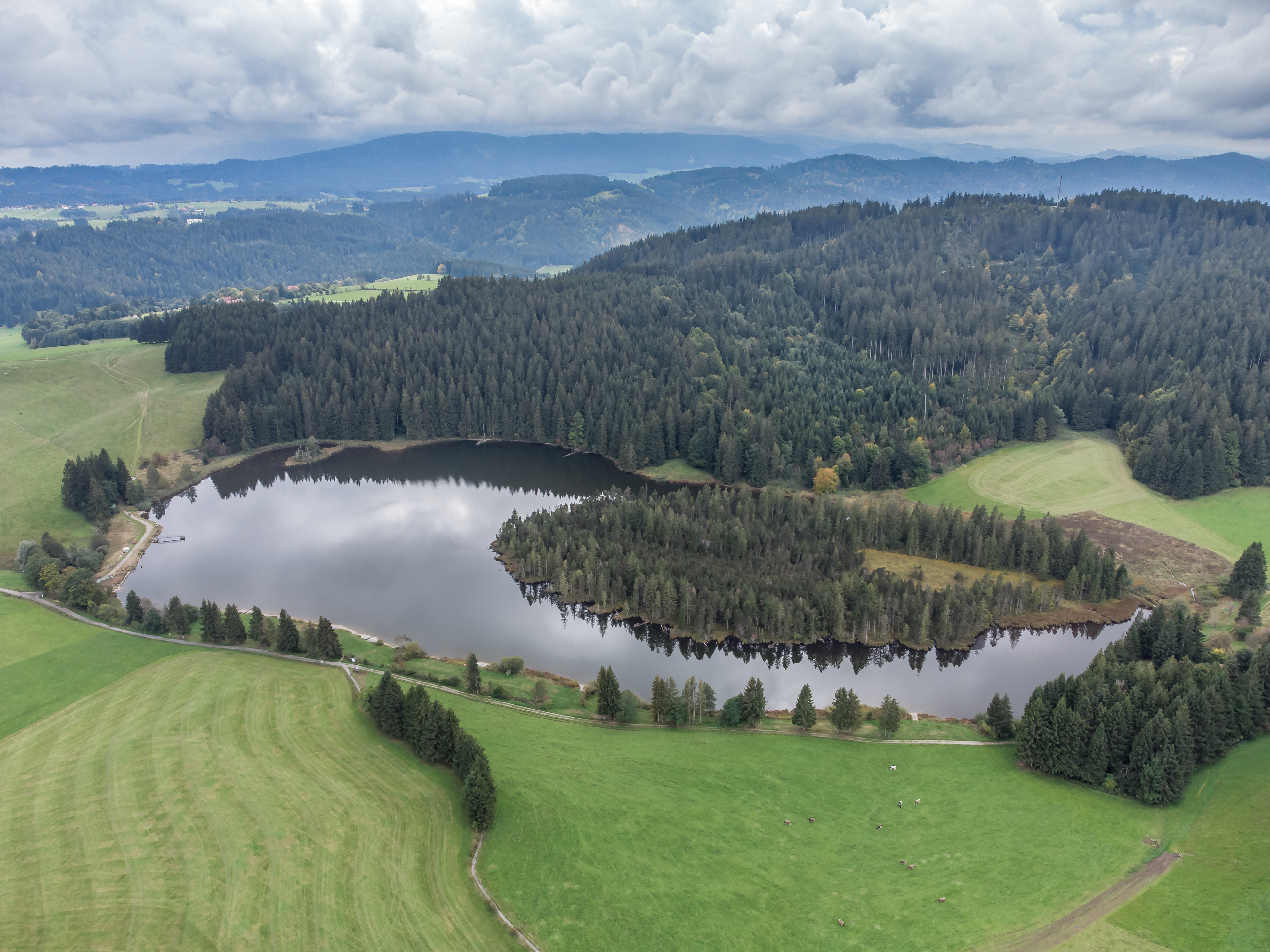

47°41′43″N 10°11′28″E / 47.6952°N 10.1911°E
埃沙赫魏爾湖（德語：Eschacher Weiher），是德國的湖泊，位於該國東南部，由巴伐利亞州負責管轄，處於布亨貝格，落成於1677年，面積0.09平方公里，海拔高度999米，該湖有歐洲鯉、虹鱒、鱸魚和北極紅點鮭棲息。